# Radinocera maculosus
Radinocera maculosus är en fjärilsart som beskrevs av Rothschild 1896. Radinocera maculosus ingår i släktet Radinocera och familjen nattflyn. Inga underarter finns listade.